# United States Navy Judge Advocate General's Corps

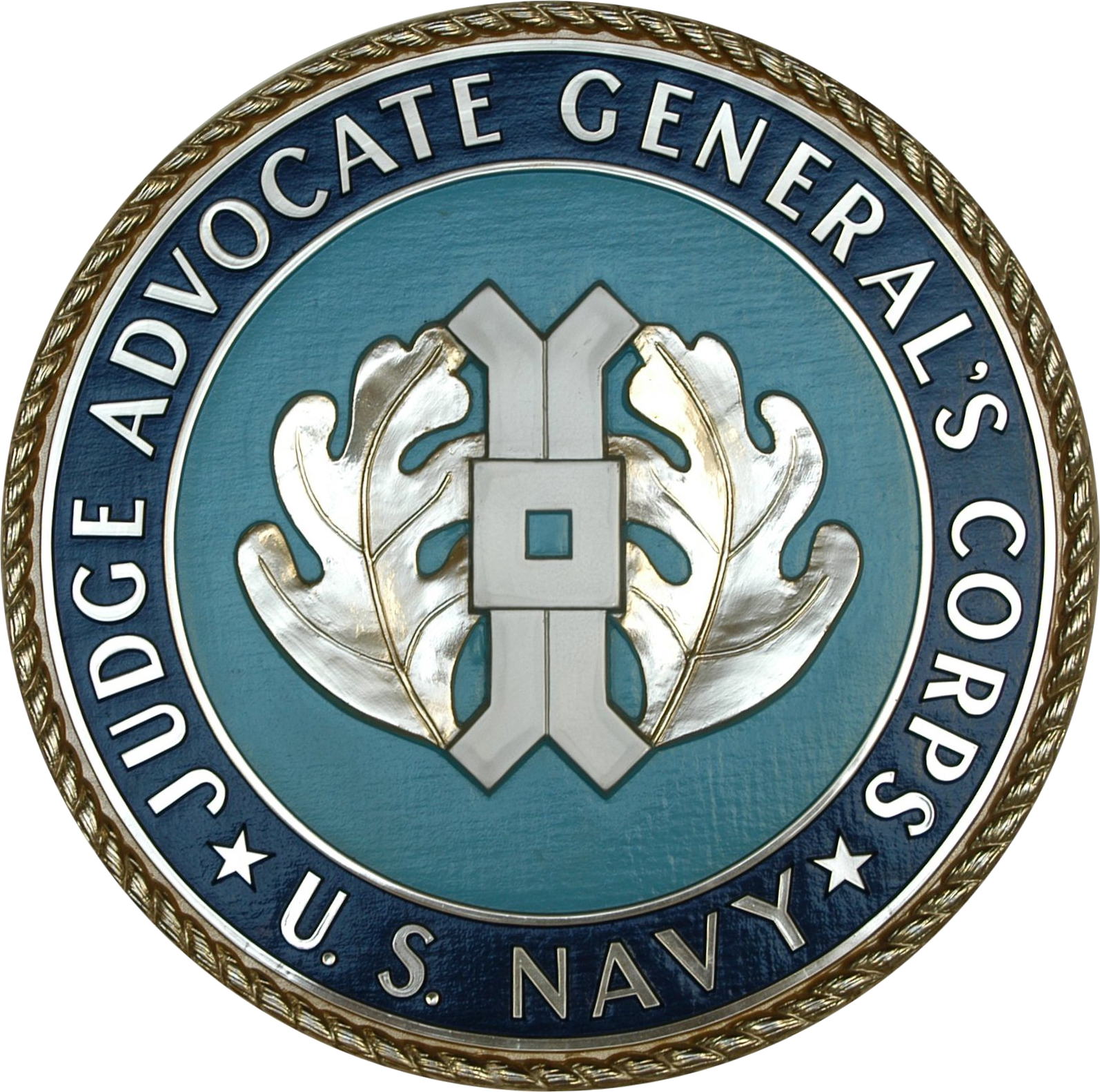
Écusson de l'US Navy Judge Advocate General's Corps (JAG).

L'United States Navy Judge Advocate General's Corps ou JAG Corps est le service juridique et judiciaire de la marine américaine (US Navy) et du Corps des marines américains (US Marine Corps). L'organisation est constitué de 730 juges avocats, 30 officiers juridiques, 500 engagés et près de 275 personnels civils, sous la direction du Judge Advocate General of the Navy.  Celui-ci, nommé par le Président des États-Unis avec confirmation par le Sénat américain, est statutairement un vice-amiral de la Navy (3 étoiles) ou lieutenant général des Marines même si historiquement il a toujours été issu de la Navy depuis le second JAG, capitaine Samuel Conrad Lemly : le premier était le colonel William Butler Remey, USMC.
Le siège du JAG Corps est situé au Washington Navy Yard à Washington, D.C. mais son personnel est réparti à travers le monde et les bases navales américaines.

## Source
- (en) Cet article est partiellement ou en totalité issu de l’article de Wikipédia en anglais intitulé « Judge Advocate General's Corps, U.S. Navy » (voir la liste des auteurs).